# Slobodan Lakičević
Slobodan Lakičević, talvolta traslitterato Lakićević o Lakicević (in serbo Слободан Лакићевић?; Bijelo Polje, 12 gennaio 1988), è un ex calciatore montenegrino, di ruolo difensore.

## Carriera

### Club
Ha giocato 3 partite nella seconda divisione tedesca, 50 nella prima divisione montenegrina e 52 presenze nella prima divisione bosniaca.

### Nazionale
Nel 2010 ha giocato una partita nella nazionale montenegrina.